# Cyclodomorphus praealtus
Cyclodomorphus praealtus — вид сцинкоподібних ящірок родини сцинкових (Scincidae). Ендемік Австралії.

## Поширення й екологія
Cyclodomorphus praealtus мешкають у високогір'ях Австралійських Альп на південному сході Нового Південного Уельсу та на північному сході Вікторії. Вони живуть на альпійських та субальпійських луках і пустищах, на висоті понад 1500 м над рівнем моря.

## Збереження
МСОП класифікує цей вид як такий, що перебуває під загрозою зникнення. Cyclodomorphus praealtus загрожує знищення природного середовища та хижацтво з боку інтродукованих видів.